# Diastole

In der Diastole füllen sich die Kammern mit Blut aus den Vorhöfen über die AV-Klappen.

Die Diastole des Herzens (griechisch διαστολή „die Ausdehnung“) ist die Entspannungs- und Füllungsphase, im Gegensatz zur Systole, der Anspannungs- und Austreibungsphase.

## Einteilung
Mechanisch beginnt die Diastole mit dem Erschlaffen der Kammermuskulatur und gleichzeitigem Schluss der Taschenklappen zu den großen Arterien. Sie endet mit dem Schluss der Segelklappen und Wiedereröffnung der Taschenklappen. Im EKG ist dies die Phase zwischen dem Ende der T-Welle bis zum Beginn der Q-Zacke. Teilweise wird als so genannte elektrische Diastole die Phase zwischen Beginn der T-Welle und Beginn der darauffolgenden P-Welle bezeichnet. In anderer Literatur wird die elektrische Diastole mit der mechanischen gleichgesetzt. Echokardiographisch ist die diastolische Füllung der Ventrikel durch E- und A-Welle gekennzeichnet.
Die mechanische Diastole wird in vier Phasen unterteilt:
- Entspannungsphase (isovolumetrische Relaxation): Zeitraum nach der Kontraktion der Herzkammern, in dem sowohl Taschen- als auch Segel-Klappen geschlossen sind
  - EKG: Ende T-Welle bis Mitte TP-Strecke
  - Echo: Ende des systolischen Ausstroms bis Beginn E-Welle
- Frühe Füllungsphase (aktive Diastole): Die Herzkammern saugen Blut durch Höhertreten der Ventilebene über die geöffneten Segel-Klappen an.
  - EKG: Mitte TP-Strecke bis Anfang P-Welle
  - Echo: E-Welle
- Diastase, wird teilweise noch zur frühen Füllungsphase gezählt.
  - EKG: P-Welle
  - Echo: Phase zwischen E-Welle und A-Welle
- Späte Füllungsphase: Kontraktion der Vorhöfe bis zu deren Erschlaffen und Schluss der Segelklappen mit weiterer Füllung der Kammern
  - EKG: P-R-Strecke
  - Echo: A-Welle

Störungen der Diastole können als Herzrhythmusstörung, z. B. Vorhofflimmern, auftreten oder als Einschränkung in der Qualität der diastolischen Füllung der Herzkammern. Diese kann zunächst ohne schwere Symptome, aber bei Zunahme der Störung zur Leistungseinschränkung im Alltag durch Atemnot bei körperlicher Belastung bis hin zu Herzschwäche, dem diastolischen Herzversagen, führen.